# Рјуриково городишче
Рјуриково городишче (рус. Рюриково городище), или само Городишче (рус. Городище), у скандинавским историографским списима познато и као Холмгард (швед. Holmgård), археолошки је локалитет из 9. века који се налази на око 2 километра јужно од центра града Великог Новгорода, на северозападу европског дела Руске Федерације. Налази се на месту где река Волхов отиче из језера Иљмењ, насупрот Јурјевог манастира. Городишче, чијим оснивачем се сматра легендарни руски и словенски војсковођа Рјурик, било је једно од најважнијих политичких, трговачких и војних средишта средњовековне руске државе.
Рјуриково городишче се данас налази на листи културног наслеђа Руске Федерације где је заведено под бројем 5310156000, а такође се као део Историјског центра Новгорода и околине налази на листи Светске баштине Унеска.

## Историја
Првобитно городишче (руски назив за дрвено утврђење око којег су били подигнути стамбени објекти) вероватно је подигнуто током 9. века од стране Иљменских Словена. Утврђење опасано једноставним дрвеним зидинама у почетку је једноставно називано „насељем“, а садашњи назив потиче из 19. века и везано је за легенду која се односи на легендарног књаза Рјурика, односно на неке летописне податке по којима је то насеље било седиште Рјурикове државе – прве руске државе Новгородске кнежевине коју је Рјурик основао 862. године.
Прва свеобухватнија археолошка истраживања локалитета започео је 1901. године тим новгородских археолога, и том приликом откривено је постојање три културна археолошка слоја на локалитету. У културним слојевима који се односе на период од 9. до 11. века пронађени су бројни археолошки артефакти, оруђа и оружја која се односе на Варјаге, рукописи на брезовим корама, арапски, византијски и западноевропски ковани новац, скандинавски религијски предмети (укључујући и сребрну фигурину са једном од валкира). Године 2003. на локалитету је пронађен брезови свитак (регистрован под бројем № 950) на којем се на више места помиње само насеље и књаз. Судећи према археолошким истраживањима Городишче је још у периоду од 9. до 10. века имало статус урбаног насеља, првог на подручју данашњег Новгородског рејона, па и не чуди да се у древним руским летописима називало „Новим Градом“. Насеље се налазило на маленом узвишењу које се у сезони поплава претварало у острво. Укупна површина насеља је вероватно износила од 6 до 7 хектара. Централни део насеља био је окружен ровом и земљаним насипима, а у унутрашњости су се налазиле дрвене конструкције. Ту се налазио и књажев двор, а насупрот двора било је паганско светилиште Перињ. Утврђење се налазило на стратешки важном локалитету са којег је било могуће контролисати целокупан трговачки саобраћај који се одвијао језером Иљмењ и реком Волхов. Становништво се углавном бавило занатским активностима, посебно ливењем предмета од бронзе, столарским радовима и резбарењима украса од костију.
У једном новгородском летопису из 1103. године помиње се Городишче као место где је тадашњи велики новгородски књаз Мстислав Велики наредио градњу Благовештењске цркве – другог великог хришћанског храма полсе Софијског сабора који је подигнут књажевским новцем. У летопису се као главни неимар храма помиње извесни мајстор Петар, први староруски градитељ чије име се помиње и у аналима Јурјевог манастира и Никољског сабора.
Већ крајем 10. века значај насеља као привредног и политичког центра Прииљмења постепено опада, а његову улогу све више преузима ново насеље које се развија неколико километара северније на подручју данашњег Новгородског кремља. Након 1136. године и проглашења Новгородске републике Городишче постаје резиденцијом књажева који су имали ограничену власт у Републици и који су били подређени новгородским посадницима. На територији Городишча је током историје постојало 6 дрвених и камених цркава, а једина чије зидине су и данас видљиве је Благовештењска црква.
У Городишу је један део свог детињства провео Александар Невски, а ту су боравили и Дмитриј Донски, Василиј II Слепи, Иван III и Иван Грозни.
- Поглед на Городишче и Сиверсов канал са Иљмења
- Пагански олтар
- Остаци Благовештењске цркве